# Калгарийский зоопарк
Калгари́йский зоопа́рк (англ. Calgary Zoo) расположен в Бриджленде (Калгари, Альберта, Канада), непосредственно к востоку от деловой части города и рядом с микрорайонами Инглвуд и Ист-Виллидж. До него можно добраться с помощью калгарийской сети скоростного трамвая C-Train, на автомобиле по Мемориал-драйву, на велосипеде и пешком по тропе Боу-Ривер.
Зоопарк был одним из первых в Канаде принят в АЗА, ВАЗА и КАЗА. В 2006 г. в нём содержалось более 1000 животных, не считая рыб и насекомых, и 290 различных видов.
Калгарийский зоопарк является вторым по величине в Канаде. Животные представлены в нём по географическому признаку. В настоящее время работают выставки Курс на Африку, Канадская природа, Австралия, Ботанические сады, Евразия, Доисторический парк и Южная Америка. Зоопарк открыт ежедневно, кроме Рождества.